# Bonne Pomme - Nessuno è perfetto
Bonne Pomme - Nessuno è perfetto (Bonne Pomme) è un film franco-belga del 2017 diretto da Florence Quentin.

## Trama
Stanco di essere sfruttato dai suoceri, Gerard lascia tutto per aprire un garage in un villaggio ai piedi del Gâtinais. Di fronte al garage c'è una deliziosa locanda, gestita da Barbara, una donna bella, sconcertante, misteriosa, imprevedibile. Il loro incontro farà scintille. 